# Јана Милосављевић
Јана Милосављевић (Ниш, 11. децембар 1990) српска је глумица.

## Биографија
Глуму је дипломирала 2014. године на Академија уметности у Новом Саду, у класи професорке Јасне Ђуричић. На истом факултету је наредне године завршила и мастер студије, код професора Радослава Миленковића. Чланица је ансамбла Београдског драмског позоришта.
Ћерка је музичара Ненада Милосављевића, фронтмена нишке групе Галија.

## Улоге

### Филмографија
| Год.       | Назив                | Улога                  | Напомена                |
| ---------- | -------------------- | ---------------------- | ----------------------- |
| 2000-е     |                      |                        |                         |
| 2002.      | Зона Замфирова       | мала Зона              |                         |
| 2008—2009. | Рањени орао          | Фатима Омеровић        | ТВ серија, 6 еп.        |
| 2009.      | Рањени орао          | —                      |                         |
| 2010-е     |                      |                        |                         |
| 2010.      | Мотел Нана           | ученица                |                         |
| 2017.      | Афтерпарти           | Тића                   |                         |
| 2018—2019. | Жигосани у рекету    | Јелицин асистент Ирена | ТВ серија, 3 еп.        |
| 2019.      | Моја генерација Z    | Каћа                   | ТВ серија, главна улога |
| 2019.      | Погрешан човек       | Светлана               | ТВ серија, 7 еп.        |
| 2019.      | Група                | —                      | ТВ серија, 1 еп.        |
| 2019.      |                      | Мала                   | кратки филм             |
| 2020-е     |                      |                        |                         |
| 2020.      | Војна академија      | докторка Ана           | ТВ серија, 5 еп.        |
| 2020.      | Државни службеник    | Крлетова девојка       | ТВ серија, 1 еп.        |
| 2020.      | Кад су цветале тикве | —                      |                         |
| 2020—2021. | Златни дани          | Зека                   | ТВ серија               |
| 2023.      | Деца зла             | Соња                   | ТВ серија, 7 еп.        |
| 2023.      | Покидан              | Весна                  |                         |
| 2024.      | Кожа                 | Соња                   | ТВ серија, 1 еп.        |
| 2024.      | Мочвара              | Тијана                 | ТВ серија, 7 еп.        |
| 2024.      | Стравично            | Весна                  |                         |
| 2025.      | Кафана на Балкану    | Весна                  | ТВ серија               |

## Награде
- Међународни фестивал глумца Заплет — награда за најбољу младу глумицу: 2020. (за улогу у представи Фине мртве д(j)евојке)[4]